# گورستان کورگ
گورستان کورگ مربوط به گودین (دوره مادها) است و در شهرستان چرداول، بخش مرکزی، دهستان شباب، روستای بلاوه تره واقع شده‌است. این اثر در تاریخ ۳۰ دی ۱۳۸۵ با شمارهٔ ثبت ۱۶۸۸۷ به عنوان یکی از آثار ملی ایران به ثبت رسیده‌است.